# (32956) 1996 HR18
1996 HR18 (asteroide 32956) é um asteroide da cintura principal. Possui uma excentricidade de 0.18045520 e uma inclinação de 2.00339º.
Este asteroide foi descoberto no dia 18 de abril de 1996 por Eric Walter Elst em La Silla.